# Guide to Faroe Islands
Guide to Faroe Islands er en færøsk virksomhed, der blev etableret i Tórshavn i 2018. Virksomheden har en online portal til turister, hvor de kan bestille oplevelser, f.eks. en gåtur, sejltur mm. Det er private turarrangører og enkeltpersoner der selv lægger deres tilbud ud på portalen. Guide to Faroe Islands er et bredt samarbejde mellem både store og mindre aktører i den færøske turistindustri.
I november 2019 åbnede Guide to Faroe Islands en selvbetjeningsbås i Vágar Lufthavn.
Det er Høgni Reistrup, der også er sanger og forfatter, der etablerede virksomheden og er CEO.

## Hæder
Virksomheden blev indstillet til Årets gennembrud (færøsk: Ársins nýbrot) på en turistmesse i Tórshavn i marts 2019.